# Fermentació alcohòlica

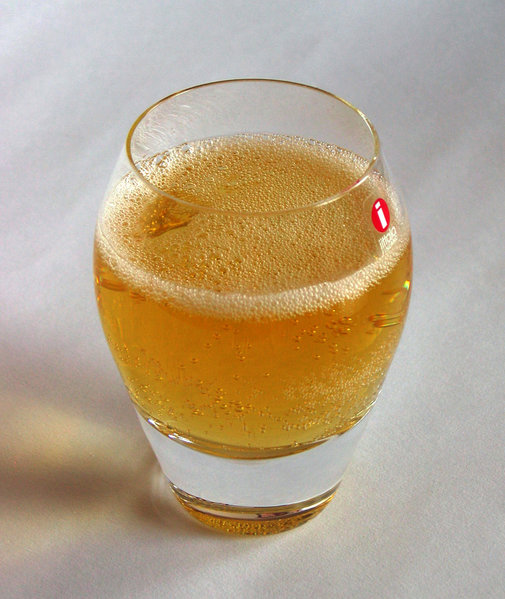
hidromel és una beguda alcohòlica obtinguda de fermentar la mel barrejada amb aigua i era molt típica de l'antiga Grècia i dels vikings

La fermentació alcohòlica (anomenada també fermentació de l'etanol o fermentació etílica) és un procés biològic de fermentació en absència total d'aire (oxigen - O₂), originat per l'activitat d'alguns microorganismes que processen els glúcids (com a regla general sucres: com per exemple la glucosa, la fructosa, la sacarosa, el midó, etc.) per a obtenir com productes finals: un alcohol en forma d'etanol, diòxid de carboni (CO₂) en forma de gas i unes molècules d'ATP que consumeixen els mateixos microorganismes en el seu metabolisme cel·lular energètic anaeròbic.
L'etanol que en resulta es fa servir per elaborar les begudes alcohòliques obtingudes per fermentació com són el vi, la cervesa, la sidra el sake i moltes altres. Actualment també se sintetitza alcohol amb fermentacions a gran escala per obtenir biocombustible.
La massa del pa quan fermenta també té una fermentació alcohòlica que fa que la massa s'infli però l'alcohol que es produeix pràcticament desapareix en la cocció de la massa fermentada.
La fermentació alcohòlica té com a finalitat biològica proveir d'energia anaeròbica als microorganismes unicel·lulars (llevats) en absència d'oxigen i per a fer-ho dissocien les molècules de glucosa i obtenen l'energia que els cal per a sobreviure produint l'alcohol i el diòxid de carboni com productes de rebuig. Els llevats i bacteris causants de la fermentació són molt habituals a les fruites i els cereals i contribueixen en gran manera al sabor dels aliments fermentats.

## La ciència i la fermentació alcohòlica
L'any 1864 es va identificar el gas CO₂ resultant de la fermentació per MacBride. Un segle abans (1789), Antoine Lavoisier va determinar experimentalment les quantitats dels elements (carboni, oxigen i hidrogen) que intervenen a la fermentació alcohòlica. Els fonaments del procés de la fermentació es van determinar a mitjan segle xix pels treballs de Jöns Jakob Berzelius i, Justus von Liebig que desenvoluparen una teoria mecanicista de la fermentació mentre que en canvi Louis Pasteur, el 1857, va aplicar el vitalisme i va demostrar que la fermentació era un procés anaerobi. Eduard Buchner, el 1897 descobrí que l'enzim anomenat zimasa és el responsable final de la fermentació alcohòlica. El bioquímic Otto Heinrich Warburg amb Hans von Euler-Chelpin descobriren, l'any 1929 que el cofactor NADH (NADH) té un paper molt important a la fermentació. Posteriorment els avenços científics s'han centrat en la millora del rendiment de la fermentació, la selecció de soques de llevats, etc.

## Reacció química
En l'evolució de la fermentació és necessari la presència de fòsfor en forma de fosfats. La fermentació alcohòlica es produeix de manera general abans que la fermentació malolàctica. La presència de sucres assimilables en concentració superior a 0,16 g/L produeix invariablement la formació d'alcohol etílic pels llevats fins i tot en presència d'oxigen en excés (efecte Crabtree),
El procés de la fermentació és una glicòlisi prèvia governada per un conjunt d'enzims amb la que s'obtenen 2 piruvats com es descriu a continuació:
C₆H₁₂O₆ → 2 CH₃COCOO− + 2 H₂O + 2H+
La reacció química es descriu com la reducció de dues molècules de NAD+ de NADH (forma reduïda del NAD+) amb un balanç final de dues molècules d'ADP que finalment es converteixen en ATP. Altres compostos en menors proporcions que es troben presents després de la fermentació són: l'àcid succínic, el glicerol, l'àcid fumàric.
Més detalladament durant la fermentació alcohòlica dins els llevats, la via de la glucòlisi és idèntica a la produïda en l'eritròcit (amb l'excepció del piruvat que es transforma en etanol). En primer lloc el piruvat es descarboxila mitjançant l'acció de l'enzim piruvat descarboxilasa per donar com producte final acetaldehid alliberant per això diòxid de carboni (CO₂) a partir d'ions d'hidrogen (H+) i electrons del NADH. Després d'això el NADH sintetitzat en la reacció bioquímica catalitzada pel GADHP es torna a oxidar per l'enzim alcohol deshidrogenasa, regenerant NAD+ per a continuar la glucòlisi i sintetitzant al mateix temps etanol.
Les begudes alcohòliques no destil·lades (begudes alcohòliques fermentades) no passen del 20% de volum d'alcohol, ja que l'etanol és tòxic pels llevats i a partir del 12% de volum d'alcohol els llevats tendeixen a morir-se.
La fermentació alcohòlica és un procés anaeròbic exotèrmic (allibera energia) i necessita molècules d'ATP. En les condicions anaeròbies l'única font d'energia dels llevats és la glucòlisi de la glucosa i es formen molècules d'ATP. El balanç final a nivell molecular és que es generen dues molècules d'ATP per cada molècula de glucosa. Termodinàmicament, la fermentació alcohòlica és un procés químic espontani.

## Tipus de fermentació alcohòlica

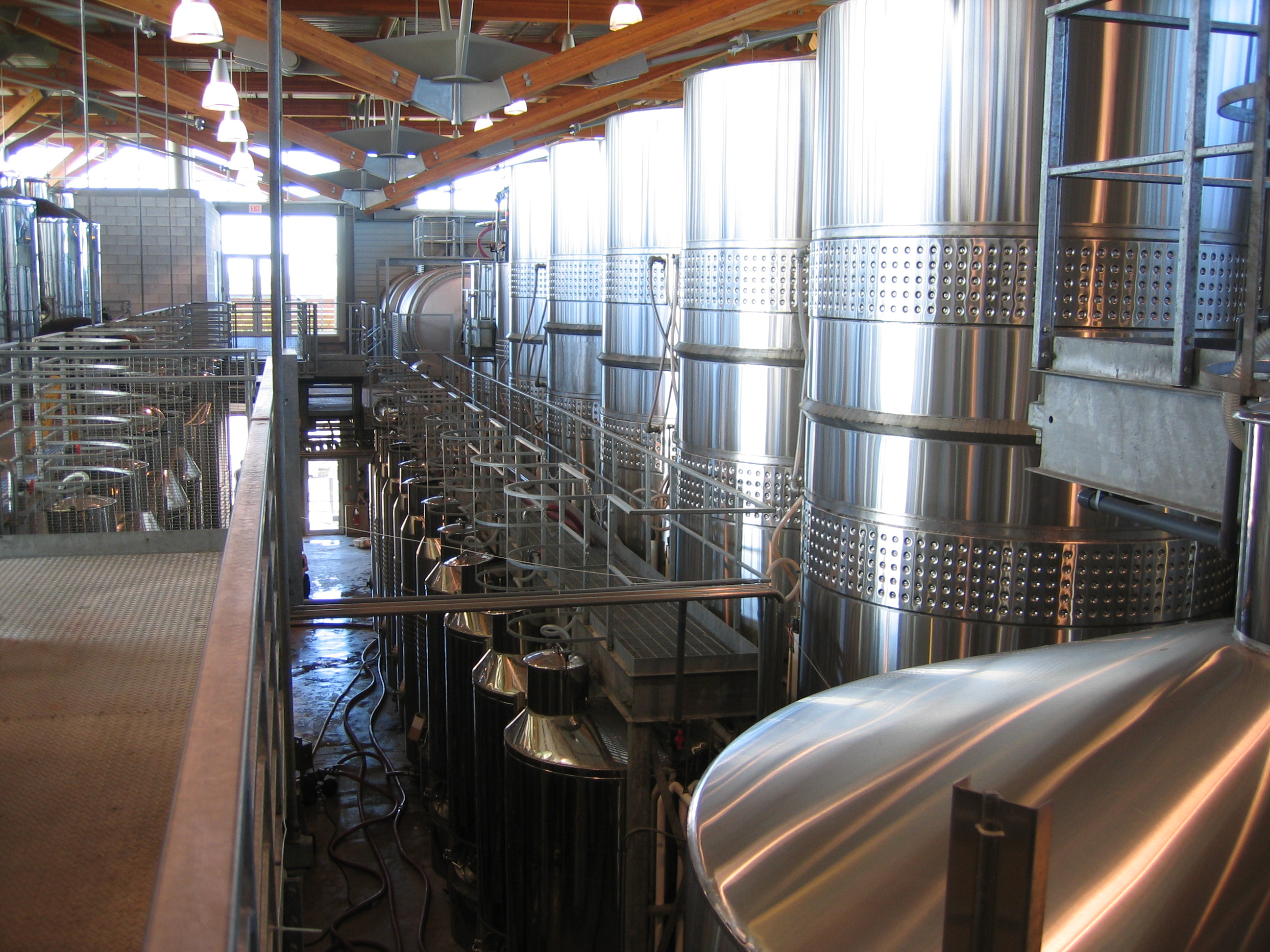
Dipòsits d'acer inoxidable per a la vinificació

La fermentació alcohòlica es produeix de forma espontània a la natura sempre que hi hagi sucre i atmosfera pobra en oxigen com passa a l'interior d'algunes fruites com les cirerers d'arboç o els cocos. Una de les fermentacions naturals més habituals en les fruites i que es fa servir en el procés d'alguns vins és la maceració carbònica.
Una de les millores en la indústria és la fermentació alcohòlica contínua (a partir de 1950) per obtenir més etanol. Una altra és la millora de les soques de llevats com per exemple Zymomonas mobilis que pot estar en poblacions més denses. La fermentació industrial típica utilitza un biorreactors hermètics com a fermentadors que permet anar retirant el diòxid de carboni produït.

## Fermentacions específiques
Les fermentacions específiques són manipulades pels homes per obtenir etanol en algunes begudes. Per això es fan servir els sucres de fruites, cereals o llet.

### Fermentació del vi

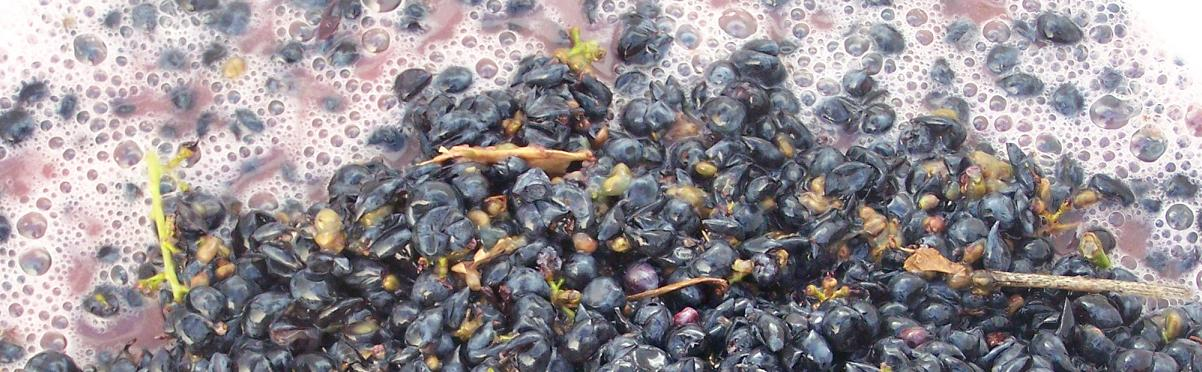
Raïm de la varietat Cabernet Sauvignon a l'inici de la fermentació.

En el cas del vi els llevats són fongs microscòpics que viuen de manera natural a la pell dels grans de raïm. Per frenar l'aparició de bacteris indesitjables i altres organismes limitants s'acostuma a esterilitzar el most de vegades amb diòxid de sofre (SO₂) abans del procés fermentatiu.
La fermentació inicial és tumultuosa, que actualment es fa en dipòsits d'acer inoxidable, dura uns 10 dies, després es passa a una fermentació secundària en bótes. Els vins blancs fermenten a temperatures relativament baixes 10º-15 °C i els vins negres a 20º-30 °C. La chaptalització es fa per activar la fermentació afegint-hi sucres i és pròpia de les regions septentrionals del conreu de la vinya amb raïms poc ensucrats.

### Fermentació de la cervesa

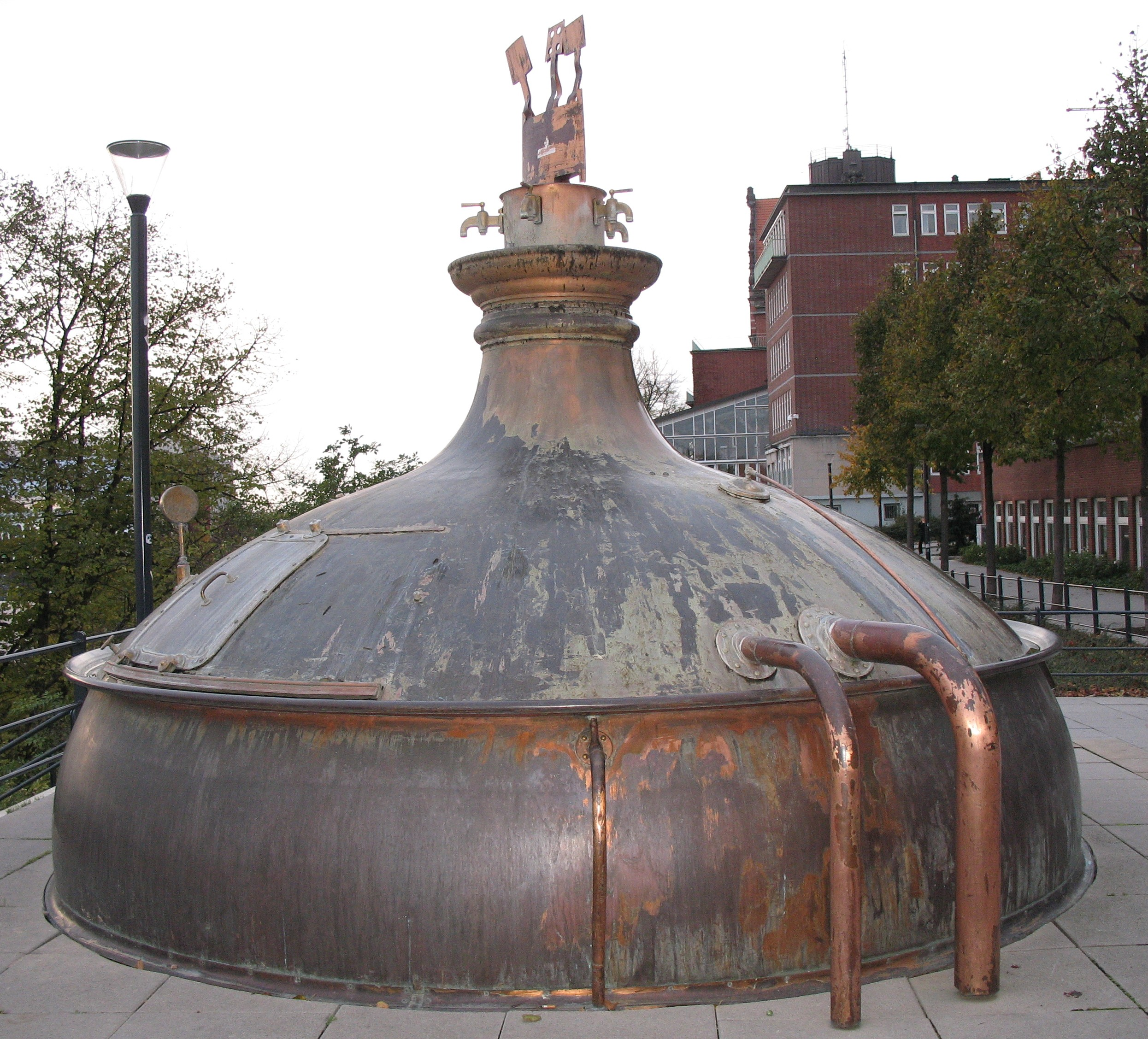
Cocció a Holsten-Brauerei Hamburg.

La cervesa es fa amb la fermentació d'alguns cereals en forma de malt barrejats amb aigua. Els llevats emprats treballen amb l'enzim maltasa i es fan servir per exemple Saccharomyces cerevisiae per a cervesa tipus ale i Saccharomyces pastorianus per al tipus lager. El procés de fermentació de la cervesa triga entre 5 i 9 dies. La fermentació de la cervesa es fa en un mitjà àcid (pH de 3,5 a 5,6.) i en la fermentació es regula la temperatura. Hi ha dos tipus de fermentació: la baixa fermentació i l'alta fermentació amb llevats diferents, punt de fermentació a baix o dalt el cup i temperatures diferents.

### Fermentació de l'arròs

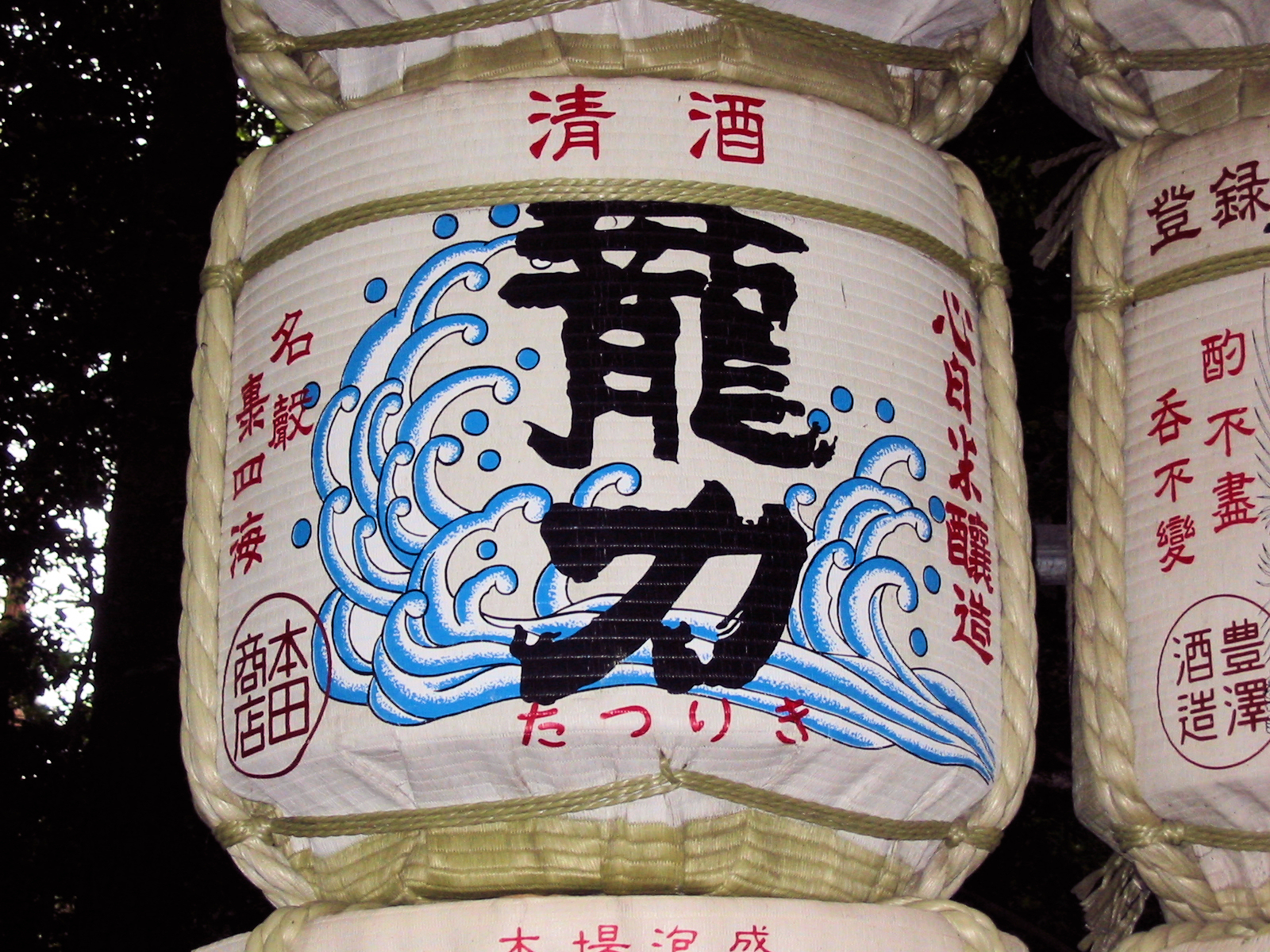
Barrils de sake.

El llevats emprats són Aspergillus oryzae, Lactobacillus sakei, Leuconostoc mesenteroides var. sake i Saccharomyces sake. La fermentació triga entre 30 i 40 dies. El sake té tres fases d'elaboració: la koji, la motto ila moromi que es realitza en una fermentació anomenada d'estat sòlid.

### Fermentació alcohòlica de la llet

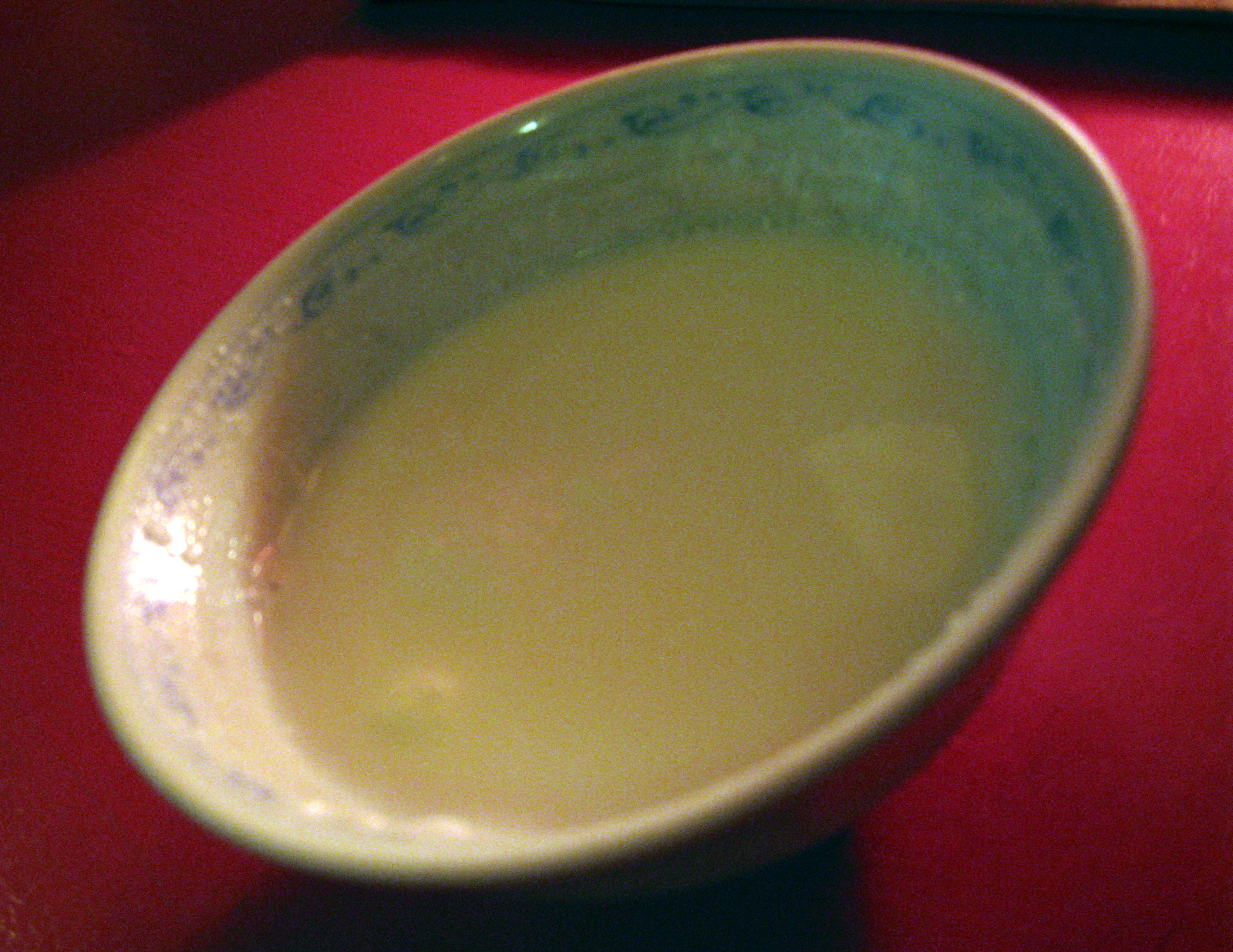
Un bol de Kumis.

La llet com a regla general pateix una fermentació làctica. La fermentació làctica i etílica és molt sensible a la temperatura i sol denominar-se fermentació heterolàctica. El kumis és una beguda, molt popular a l'Àsia central, basada en la llet que ha tingut una fermentació alcohòlica. Es fa afegint sacarosa a la llet i té un grau alcohòlic molt baix d'entre 1 a 3%. En aquesta beguda la fermentació làctica es produeix al mateix temps que la fermentació alcohòlica. El kefir pot tenir un grau alcohòlic residual 0.040% a 0.300%,